# Metopidiothrix anderssoni
Metopidiothrix anderssoni är en mångfotingart som beskrevs av Shear 2002. Metopidiothrix anderssoni ingår i släktet Metopidiothrix och familjen Metopidiotrichidae. Inga underarter finns listade i Catalogue of Life.